# Oscar de Négrier
 (janvier 2024).
Oscar de Négrier, né le 2 octobre 1839 à Belfort et mort le 22 août 1913 à bord du navire Kong Harald au large de la Norvège, est un général de division et théoricien militaire français, grand-croix de la Légion d'honneur et médaillé militaire.
Il s'illustre notamment pendant la répression de l'insurrection du sud-oranais (1881) en Algérie et pendant la guerre franco-chinoise de 1884-1885. Il commande ensuite plusieurs corps d'armée, est inspecteur d'armée et membre du Conseil supérieur de la guerre de 1895 à 1899.

## Biographie

### Famille
François Oscar de Négrier est le fils du général français Ernest de Négrier et de Claudine Adélaïde Amance Gras. Il est le neveu du général François de Négrier.

### Formation
En 1856, il intègre l'école militaire de Saint-Cyr (Promotion de Djurdjurah) et en sort en 1859 avec le grade de sous-lieutenant au 3e bataillon de chasseurs à pied.

### Guerre franco-prussienne de 1870
Pendant la guerre franco-prussienne de 1870, capitaine au 2e bataillon de chasseurs à pied, il participe à la défense de la ville d'Amanvillers lors de la bataille de Saint-Privat le 18 août. Au cours d'une charge à la baïonnette qu'il dirige, il est blessé d'une balle dans la cuisse. Il est cité à l’ordre de l’Armée. Fait prisonnier le 29 octobre après la capitulation de Metz, il s'évade rapidement début novembre et rejoint  l’armée du Nord. Promu chef de bataillon le 24 novembre, commandant du 3e bataillon de chasseurs à pied, il est blessé une seconde fois d'une balle au bras gauche le 27 novembre 1870 à la bataille de Villers-Bretonneux. Passé au  24e bataillon de chasseurs à pied, il est blessé une troisième fois par un éclat d'obus à la fesse le 18 janvier 1871 un jour avant la bataille de Saint-Quentin,.
Durant cette période, il est nommé chevalier de la Légion d'honneur le 24 septembre 1870 puis promu officier le 5 mai 1871.

### Insurrection du sud-oranais (1881-1883)
En octobre 1879, il est nommé colonel du 79e régiment d'infanterie stationné à Troyes.
Il demande à passer ensuite à la Légion étrangère en Algérie.
De 1881 à 1883, il commande le 2e régiment étranger lors de la répression de l'insurrection du sud-oranais (Algérie) contre le cheikh Bouamama.
En récompense de ses services, il est promu commandeur de la Légion d'honneur le 7 février 1882 et nommé général de brigade en août 1883.

### Guerre franco-chinoise
Il lui est confié ensuite le commandement d’une brigade du Corps expéditionnaire du Tonkin pendant la guerre franco-chinoise de 1884 à 1885.
En mars 1884, pendant la campagne de Bac Ninh, Oscar de Négrier parvient à s'emparrer de la ville de Bac Ninh et de la ville de Kép (en) contre les troupes chinoises des Pavillons noirs. 
Il est élevé à la dignité de grand officier de la Légion d'honneur le 22 avril.
Le 23 février 1885, il participe à la bataille de Dong Dang où avec 2 600 soldats, il affronte 50 000 soldats chinois.
Il participe le 24 mars 1885, avec Louis Brière de l'Isle, à la bataille de Bang Bo où les troupes françaises sont défaites par les troupes chinoises (ce qui conduira les troupes françaises à mener la retraite de Lang Son). Le 28 mars 1885, pendant la seconde bataille de Lang Son il est grièvement blessé d'une balle dans la poitrine et doit être évacué. Il est promu général de division le 29.

### Commandant de corps d'armée
Rentré en France, il commande successivement la 14e division d’infanterie à Belfort en décembre 1886, le 11e corps d’armée à Nantes en août 1889 et le 7e corps à Besançon en février 1890.
Il est élevé à la dignité de grand-croix de la Légion d'honneur le 10 juillet 1894.

### Inspecteur d’armée et membre du CSG

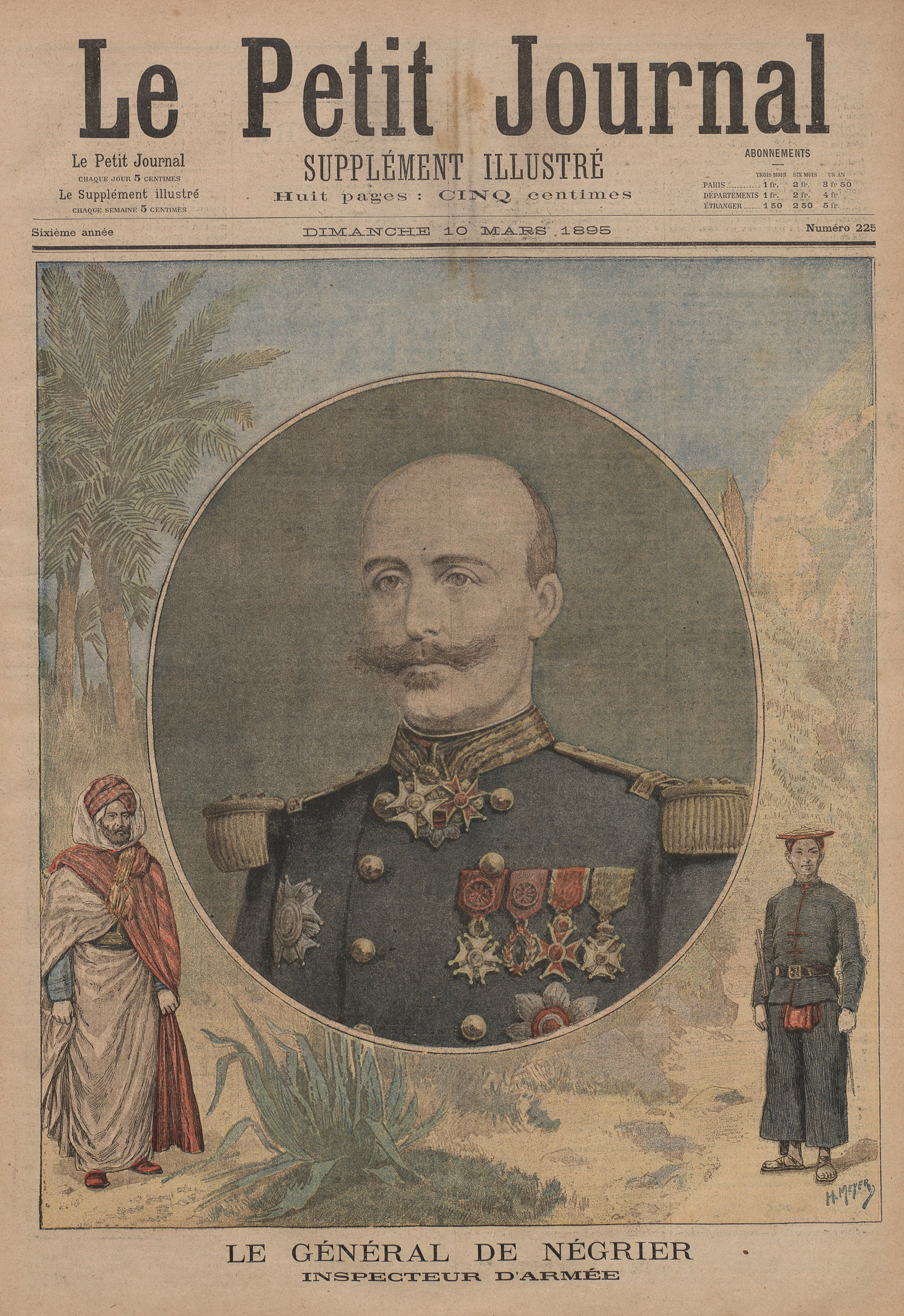
Le général Oscar de Négrier en couverture du Petit Journal.

Il est nommé inspecteur d’armée en 1894 et devient membre du Conseil supérieur de la guerre (CSG) en 1895.
En juillet 1899, il est mis en  disponibilité à cause de ses sympathies antidreyfusardes par le nouveau ministre de la Guerre, le général Galliffet.
Il est décoré de la médaille militaire le 29 décembre 1899.

### Dernières années
En 1904, il prend sa retraite est intègre la réserve militaire.
Il décède au cours d'une croisière sur le navire King Harald près des côtes norvégienne le 22 août  1913. Il est inhumé au cimetière du Père-Lachaise (33e division).

### Postérité
En 1884, il lance la célèbre apostrophe : « Vous autres légionnaires, vous êtes soldats pour mourir et je vous envoie où l’on meurt ! ».

## Publications
- Observations sur le combat de l'infanterie, Besançon, de Dodivers, 1892.
- « Les Tendances nouvelles de l’Armée allemande », in Revue des Deux Mondes, n°5, 1901 (article publié sous anonymat).
- « Quelques enseignements de la guerre sud-africaine », in Revue des Deux Mondes, n°9, 1902 (article publié sous anonymat).
- « L’Évolution actuelle de la tactique, première partie », in Revue des Deux Mondes, n°19, 1904 (article publié sous anonymat).
- « L’Évolution actuelle de la tactique, deuxième partie », in Revue des Deux Mondes, n°20, 1904 (article publié sous anonymat).
- « Le Moral des troupes », in Revue des Deux Mondes, n°25, 1905.
- « Quelques enseignements de la guerre russo-japonaise », in Revue des Deux Mondes, n°31, 1906.
- Lessons of the Russo-Japanese War, London: Hugh Rees, 1906.
- Séditions militaires de 1790, Paris, C. Delagrave, 1907.
- « La Cavalerie du service de deux ans », in Revue des Deux Mondes, n°46, 1908.
- « Les Forces japonaises en 1909 », in Revue des Deux Mondes, n°52, 1909.
- « Les Forces chinoises en 1910 », in Revue des Deux Mondes, n°58, 1910.

## Décorations

### Françaises
- Médaille militaire (29 décembre 1899) [5]
- Grand-croix de la Légion d'honneur (10 juillet 1894) 
  - Grand officier le 22 avril 1884
  - Commandeur le 7 février 1882
  - Officier le 5 mai 1871
  - Chevalier le 24 septembre 1870

### Étrangères
- Ordre du Christ (Portugal)[6]

## Hommages
- Une rue de la ville de Belfort porte son nom (rue du Général François-Oscar de Négrier[7]).

### Sources contemporaines
- Dick de Lonlay, Les combats du général de Négrier au Tonkin, Paris, Garnier frères, 1886. Lire en ligne.

### Sources modernes
- « de Négrier, François Oscar », dans Michel Wattel et Béatrice Wattel (préf. André Damien), Les Grand’Croix de la Légion d’honneur : De 1805 à nos jours, titulaires français et étrangers, Paris, Archives et Culture, 2009, 701 p. (ISBN 978-2-35077-135-9).